# 島原市立大三東小学校
島原市立大三東小学校（しまばらしりつ おおみさきしょうがっこう）は、長崎県島原市有明町大三東丙（へい）にある公立小学校。

## 概要
歴史
1874年（明治7年）に創立。2014年（平成26年）に創立140周年を迎えた。
学校教育目標
校章
3つの星を輪で結んだデザインとなっている。3つの星は大三東のもととなった旧3村（大野・三之沢・東空閑）を象徴している。
校歌
1959年（昭和34年）に制定。作詞は宮崎耿平、作曲は寺崎良平による。歌詞は3番まであり、各番に校名の「大三東」が登場する。
校区
島原市有明地区（旧・有明町）の「一野、松崎、松尾、山ノ内、小原上、小原下、半田、東小路、境の松、才木、出口、払山、菅、小路、大原、中、甘木、門前」。中学校区は島原市立有明中学校。

## 沿革
- 1871年（明治4年）- 廃藩置県により、旧島原藩領地は島原県に属することとなる。間もなく島原県は長崎県に統合される。
- 1872年（明治5年）8月 - 学制が頒布される。この年、高来郡の3村（大野村・三之沢村・東空閑村）が合併し、大三東村となる。
- 1874年（明治7年）
  - 10月 - 才木に「私立集陽亭小学校」が開校。またこの年、大野に「私立小泉小学校」が開校。
  - 12月9日 - 「第五大学区 第三中学区[3]の小学校」として「人民共立 三之沢小学校」が開校[4]（大三東地区で初めての公立小学校）。
- 1875年（明治8年）9月 - 大野に「私立槙坊私学校」が開校。
- 1876年（明治9年）- 大三東村が合併を解消し、元の3村（大野村・三之沢村・東空閑村）に戻る。
- 1877年（明治10年）- 学区が改正され、「第五大学区 第二中学区[5]」に属する小学校となる。
- 1878年（明治11年）- 郡制に施行により、高来郡が南北に分かれて「長崎県 南高来郡」に属する小学校となる。
  - 12月 - 学区が改正され「南高来郡 島原部」に属する小学校となる。
- 1879年（明治12年）- 教育令の施行。甘木（現・大三東戊）に「南高来郡 島原部 公立下等大野小学校」が開校。
- 1880年（明治13年）- 才木に「南高来郡 島原部 公立下等東陸小学校」が開校。この頃村内にあった私学校が廃止される。
- 1881年（明治14年）- 大野村・三之沢・東空閑村が組合を結成。
- 1884年（明治17年）4月 - 「南高来郡 島原部 公立中等東陸小学校」に改称。大野小学校と三之沢小学校を統合し、それぞれ大沢分校・三之沢分校とする。
- 1886年（明治19年）9月 - 小学校令の施行により、尋常小学校になることが決定する（改称は翌年）。
  - この時、島原村（現・島原市市街地）に「長崎県第八高等小学校」が設置され、大三東村の児童で高等小学校進学を希望する者は第八高等小学校に通学することとなる。
- 1887年（明治20年）4月 - 「尋常三集小学校」に改称。
- 1889年（明治22年）4月 - 町村制の施行により、大三東村立の小学校となる。これに伴い「尋常大三東小学校」に改称。
- 1891年（明治24年）- 高野下にある中島力蔵宅に高野分校を設置。
- 1892年（明治25年）5月 - 長崎県第八高等小学校の廃止により、島原村二町六村[6]組合立島原高等小学校が設置される。
- 1893年（明治26年）4月 - 小学校令の改正により、「大三東尋常小学校」（尋常科4年・補習科2年）に改称（「尋常」の位置が変更になる[7]）。
- 1896年（明治29年）- 子守教授を廃止。
- 1899年（明治32年）4月 - 高等科を併置し「大三東尋常高等小学校」に改称（尋常科4年・高等科4年）。三之沢分校と大野分校を廃止。
  - 島原高等小学校を運営する学校組合から大三東村が脱退し、尋常小学校に高等科を併置し尋常高等小学校とした。
- 1900年（明治33年）- 尋常科の授業料徴収を廃止。
- 1904年（明治37年）4月 - 第二校舎3教室を増築。農業補習科を設置（後に農業補習学校となる）。国定教科書の使用を開始。
- 1905年（明治38年）4月 - 高野分校校舎を新築・移転。
- 1908年（明治41年）4月 - 小学校令の改正により、義務教育年限（尋常科の修業年限）が4年から6年に延長される。
  - 従来の尋常科4年・高等科4年が「尋常科6年・高等科2年」となる。
  - 旧高等科1年を尋常科5年に、旧高等科2年を尋常科6年に、旧高等科3年を高等科1年に、旧高等科4年を高等科2年に振り替える。
- 1909年（明治42年）4月 - 義務教育年限の延長により児童数が増加し校舎がせまくなったため、第三校舎4教室を増築。
- 1910年（明治43年）- 初代学校医に柴田薫が就任。
- 1912年（明治45年）4月 - 高等科において商業科目と農業科目が選択必修となる。
- 1915年（大正4年）- 第四校舎4教室を増築。
- 1922年（大正11年）4月 - 学制50周年を記念して医務室が完成。
- 1932年（昭和7年）- 第五校舎5教室を増築。運動場を新設。
- 1935年（昭和10年）- 青年学校令の施行により、併設の大三東農業補習学校が「大三東村青年学校」に改称。
- 1936年（昭和11年）- 奉安殿が完成。
- 1937年（昭和12年）4月 - 校旗を制定。
- 1941年（昭和16年）4月1日 - 国民学校令の施行により、「大三東村国民学校」に改称。尋常科を初等科に改める（初等科6年・高等科2年）。
  - 高野分校、1学級増設。
- 1943年（昭和18年）4月 - 教育後援会が発足。
- 1946年（昭和21年）- 奉安殿が撤去される。
- 1947年（昭和22年）4月1日 - 学制改革（六・三制の実施）が行われる。
  - 大三東村国民学校の初等科が改組され、「大三東村立大三東小学校」となる。
  - 大三東村国民学校の高等科が青年学校の普通科とともに改組され、新制中学校「大三東村立大三東中学校」が発足[8]。
  - 小学校は教室不足のため、1959年（昭和34年）まで低学年の授業を、午前・午後の二部に分けて二部授業を実施。
  - 大三東小中育友会が発足。
- 1954年（昭和29年）4月1日 - 高野分校が分離し、「大三東村立高野小学校」として独立。
- 1955年（昭和30年）4月1日 - 大三東村と湯江村が合併し、有明村が発足。これに伴い「有明村立大三東小学校」に改称。小学校育友会が独立（中学校育友会と分離）。
- 1956年（昭和31年）- 木造2階建て8教室が完成。
- 1957年（昭和32年）7月 - 諫早大水害により大きな被害を受ける。
- 1959年（昭和34年）- 校歌を制定。テレビを1台設置。
- 1960年（昭和35年）3月31日 - 大三東中学校が湯江中学校との統合により閉校（有明中学校が新設される）。
  - 大三東中学校の校舎は閉校後も、有明中学校の統合校舎が完成するまでの間、「有明中学校 大三東校舎」として使用を継続された（1963年（昭和38年）まで）。
- 1961年（昭和36年）11月3日 - 有明町の発足により、「有明町立大三東小学校」に改称。
- 1963年（昭和38年）- 統合校舎の完成により有明中学校の大三東校舎使用が終了。これに伴い、旧大三東中学校の校舎・校地が小学校に移管される。
- 1964年（昭和39年）4月 - 特殊学級を開設。ミルク給食を開始。
- 1969年（昭和44年）4月 - 鉄筋コンクリート造3階建ての新校舎が完成。
- 1970年（昭和45年）- 有明町立学校給食センター[9]の完成により、完全給食を開始。
- 1972年（昭和47年）4月 - プールが完成。
- 1974年（昭和49年）4月 - 特殊学級を廃止。校庭を芝生化（数年後廃止される）。
- 1975年（昭和50年）11月 - 創立100周年記念式典を挙行。記念碑を建立。
- 1987年（昭和62年）- 木造2階建ての校舎を解体し、鉄筋コンクリート造3階建ての校舎が完成。
- 1993年（平成5年）3月 - 雲仙普賢岳の噴火活動による降灰対策として空調設備が整備される。
- 2006年（平成18年）1月1日 - 有明町が島原市に編入され、「島原市立大三東小学校」（現校名）に改称。

## 交通アクセス
最寄りの鉄道駅
- 島原鉄道線「大三東駅」- 駅からはかなり離れている。

最寄りのバス停
- 島鉄バス 水分・畜産線「甘木」・「神社前」・「大原」・「中」バス停

最寄りの国道
- 国道251号（島原街道）

## 周辺
- 薬師神社
- 櫨資料館